# Limeum pauciflorum
Limeum pauciflorum är en tvåhjärtbladig växtart som beskrevs av Horace Bénédict Alfred Moquin-Tandon. Limeum pauciflorum ingår i släktet Limeum och familjen Limeaceae. Inga underarter finns listade i Catalogue of Life.